# موريس لفيل
موريس لفيل (بالفرنسية: Maurice Level)‏ (29 أغسطس 1875، فوندوم في فرنسا - 14 أبريل 1926 في فرنسا)؛ مؤلِّف، كاتب مسرحي وروائي فرنسي.

## روابط خارجية
- موريس لفيل على موقع IMDb (الإنجليزية)
- موريس لفيل على موقع قاعدة بيانات برودواي على الإنترنت (الإنجليزية)